# 川上大造
川上 大造（かわかみ だいぞう、1892年（明治25年）9月6日 - 1950年（昭和25年）10月2日）は、日本の政治家。新潟県高田市（現・上越市）長。

## 経歴
旧高田藩士の家に生まれる。旧制高田中学校から第四高等学校を経て、1917年（大正6年）東京帝国大学政治科卒。さらに1921年（大正10年）東京帝国大学法律科を卒業した。卒業後は帰郷し、高田市で弁護士事務所を開業した。1924年（大正13年）高田市学務委員に任じられ、同年暮れに高田市会議員に当選した。1931年（昭和6年）には新潟県会議員に当選し、1939年（昭和14年）には市会議長に就任した。
1945年（昭和20年）高田市長中川潤治が召集され、市長が空席となったため、市会は市会議長の川上を推薦し、5月30日に正式に就任した。市長在職中に終戦を迎え、占領軍との折衝や食料や燃料、住宅資材などの確保、引揚者の援助に力を尽くした。
1946年（昭和21年）秋、戦時中の市町村長は公職追放の対象となるため、11月20日付で市長を退職した。1950年（昭和25年）に死去した。